# Министерство иностранных дел Турции
Министерство иностранных дел (тур. Dışişleri Bakanlığı) — министерство Турции, осуществляющее политику Турции в сфере международных отношений. 
Действующий министр — Хакан Фидан (c 3 июня 2023 года).

## История
До 19 века ответственным за международные отношения являлся Главный секретарь Османской империи.. 
Первое постоянное посольство Турции за рубежом было открыто в Лондоне в 1793 году. Первым послом был Юсуф Ага Эфенди.
Послы в иностранных государствах также доставляли информацию о стране и её образе жизни, чем способствовали демократизации Турции.
В период правления Махмуда II был создан Кабинет переводов.
В 1836 году секретариат был преобразован в Министерство.
Первым министром иностранных дел Османской империи стал Йозгатлы Акиф Эфенди.
2 мая 1920 года после создания Великого национального собрания было создано Министерство иностранных дел Турции. Первым министром иностранных дел Турции стал Бекир Сами.
Министерство сыграло важную роль в заключении Лозаннского мирного договора.
В 1927 году принято первое положение о Министерстве.
Руководство турецкой внешней политикой осуществлял Мустафа Кемаль Ататюрк.
Постепенно росло количество представительств за рубежом. На 1924 год количество дипломатических и консульских представительств за рубежом составляло 39. 
На 2022 год Турция представлена в мире 242 миссиями, из которых 142 посольства, 13 постоянных представительств при международных организациях, 85 генеральных консульств, 1 консульское агентство и 1 торговый офис.
В составе Министерства работают 1 775 дипломатов. Количество сотрудников министерства насчитывает 6 692. 

## Консульский отдел
В консульском отделе МИД в 2005 году был создан call-центр с целью рассмотрения обращений граждан Турции, находящихся за рубежом.
На январь 2022 года call-центр обработал 7 млн. обращений.